# Corsia triceratops
Corsia triceratops är en enhjärtbladig växtart som beskrevs av Pieter van Royen. Corsia triceratops ingår i släktet Corsia och familjen Corsiaceae. Inga underarter finns listade.